# Мелехов, Юрий
Юрий Мелехов (1941 — 2001) — советский хоккеист, нападающий.
В сезоне 1958/59 чемпионата СССР провёл за завоевавшие бронзовые медали «Крылья Советов», по разным данным от пяти до восьми матчей. В следующем сезоне выступал в чемпионате РСФСР за «Красный Октябрь» (Тушино).
Скончался в 2001 году.